# Строкатий метелик (мультфільм, 1981)
«Строкатий метелик» (груз. «ჭრელი პეპელა», рос. «Пёстрая бабочка») — грузинський радянський мультфільм 1981 року кінорежисера Шадімана Чавчавадзе.